# Venonia
Venonia Thorell, 1894 è un genere di ragni appartenente alla famiglia Lycosidae.

## Distribuzione
Il genere Venonia è diffuso in Asia orientale, Asia sudorientale e in Oceania: la specie più diffusa è la V. micans (Simon, 1898), rinvenuta nelle Filippine e in Indonesia (isola di Bali, Celebes).

## Tassonomia
Non sono stati esaminati esemplari di questo genere dal 2012.
Attualmente, a dicembre 2021, si compone di 16 specie:
1. Venonia chaiwooi Yoo & Framenau, 2006 - Micronesia (isole Palau)
2. Venonia choiae Yoo & Framenau, 2006 - Indonesia (Sulawesi)
3. Venonia cinctipes (Simon, 1898) - Nuova Guinea, Australia (Queensland)
4. Venonia coruscans Thorell, 1894[2] - Malesia, Singapore, Indonesia (Borneo, Giava)
5. Venonia infundibulum Yoo & Framenau, 2006 - Australia (Territorio del Nord)
6. Venonia joejim Yoo & Framenau, 2006 - Micronesia (isole Palau)
7. Venonia kimjoopili Yoo & Framenau, 2006 - Australia (Territorio del Nord)
8. Venonia kokoda Lehtinen & Hippa, 1979 - Nuova Guinea
9. Venonia micans (Simon, 1898) - Filippine, Indonesia (isola di Bali, Sulawesi)
10. Venonia micarioides (L. Koch, 1877) - Australia
11. Venonia milla Lehtinen & Hippa, 1979 - Nuova Guinea
12. Venonia muju (Fr. Chrysanthus O.F.M., 1967) - Nuova Guinea, Papua Nuova Guinea (Nuova Britannia)
13. Venonia nata Yoo & Framenau, 2006 - Australia (Queensland)
14. Venonia spirocysta Chai, 1991 - Cina, Taiwan
15. Venonia sungahae Yoo & Framenau, 2006} - Australia (Territorio del Nord)
16. Venonia vilkkii Lehtinen & Hippa, 1979 - Nuova Guinea, Australia (Queensland)

### Sinonimi
- Venonia gabrielae (Barrion & Litsinger, 1995); posta in sinonimia con V. micans Simon, 1898, a seguito di un lavoro degli aracnologi Yoo & Framenau del 2006[1].

### Specie trasferite
- Venonia gilberta (Hogg, 1905); trasferita al genere Tasmanicosa Roewer, 1959 con la denominazione Tasmanicosa gilberta (Hogg, 1906[1].
- Venonia himalayensis Gravely, 1924; trasferita al genere Margonia Hippa & Lehtinen, 1893 con la denominazione Margonia himalayensis (Hippa & Lehtinen, 1983[1].